# Tubulipora lunata
Tubulipora lunata is een mosdiertjessoort uit de familie van de Tubuliporidae. De wetenschappelijke naam van de soort is voor het eerst geldig gepubliceerd in 1937 door Marcus.